# Limenitis lorquini
Limenitis lorquini — дневная бабочка из семейства нимфалид. Название вида дано в честь французского энтомолога Пьера Жозефа Мишеля Лоркена.

## Описание
Размах крыльев составляет от 51 до 67 миллиметров. Цвет верхней поверхности всех крыльев чёрный с широкой белой поперечной полосой, которая прерывается чёрными жилками. Белый дискальный участок развит слабее. Для вида характерно удлинённое оранжево-коричневое пятно около вершины передних крыльев. Нижняя сторона крыльев имеет красновато-коричневый цвет с такими же белыми отметинами, как и верхняя сторона.
Яйца имеют бледно-зеленый цвет, слегка серебристый блеск и откладываются поодиночке на нижнюю сторону листьев кормового растения.
Взрослые гусеницы имеют попеременно коричневатый и беловатый цвет. Голова коричневая и имеет два маленьких, тёмных, зубчатых рога. В середине живота имеется седловидная выпуклость. По внешнему виду они имитируют птичий помёт. Седловидная выпуклость гусеницы очень чётко повторяет горб в куколке. Окраска грунта беловато-серая. Вершины крыльев тёмно-серо-коричневые.

## Распространение и среда обитания
Вид встречается в западных штатах США и западных провинциях Канады и в основном обитает в горных и речных долинах, на вырубках, опушках лесов и в садах.
В северных регионах вид развивается в одном поколении в год, мотыльки летают с июня по август. В Калифорнии развивается несколько поколений, которые летают с апреля по октябрь. Для питания мотыльки присасываются к цветам, иногда также к экскрементам. Гусеницы питаются листьями различных растений, включая некоторые виды Prunus, ивы (Salix) и тополя (Populus). Последнее поколение зимует полувзрослым в гибернации.